# Saucisson

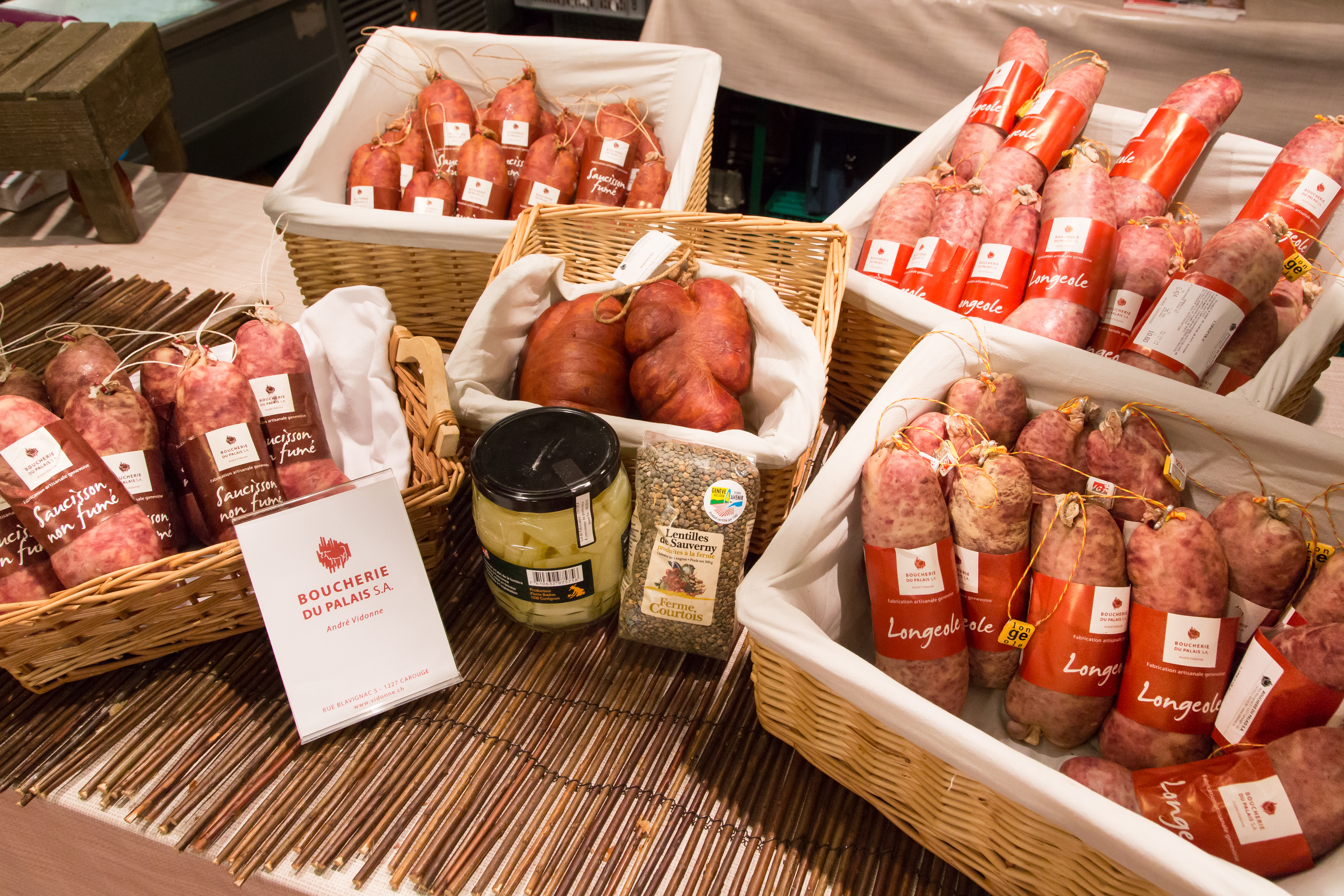
Verschiedene Schweizer Saucissons

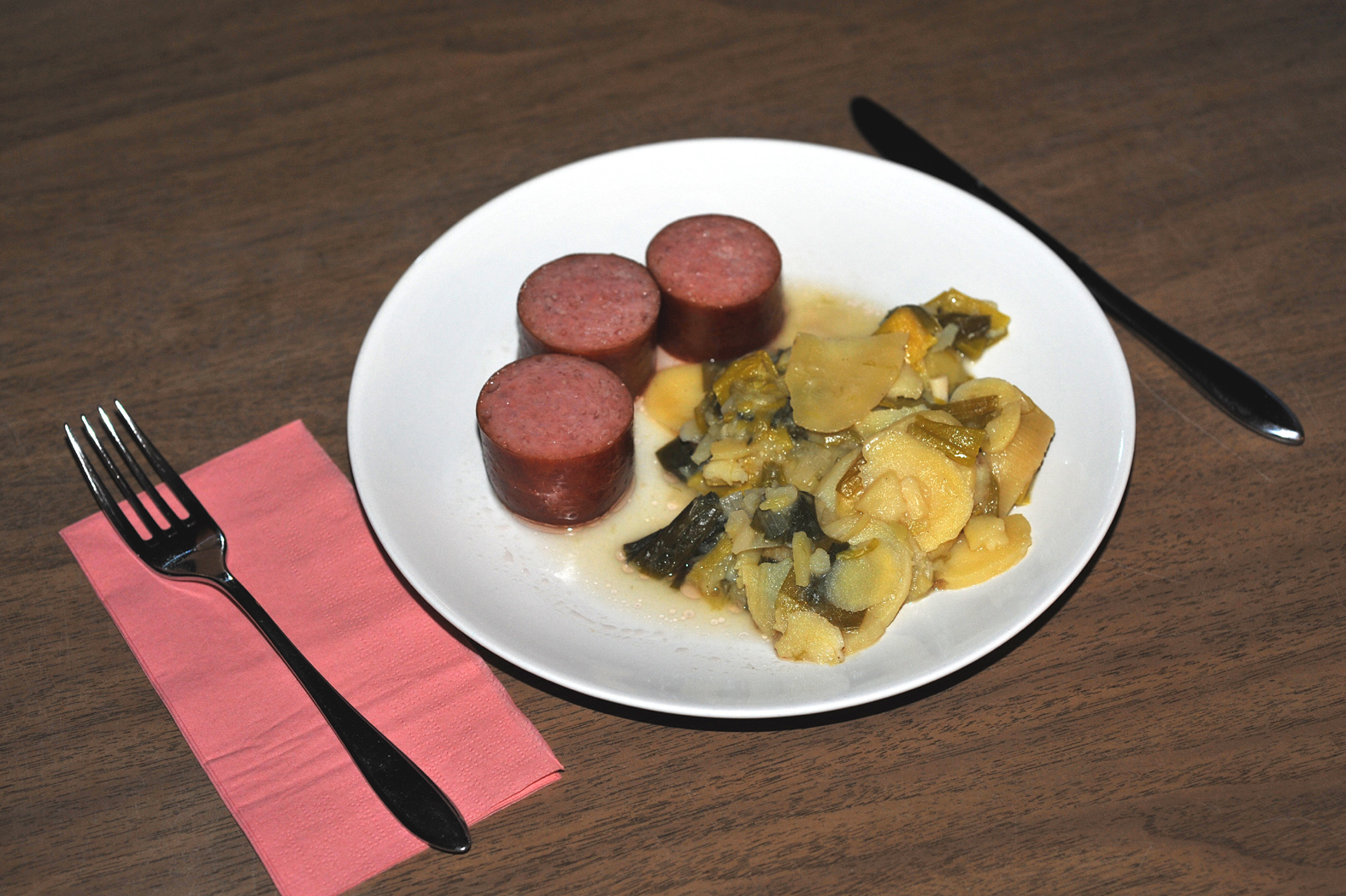
Treberwurst mit Papet Vaudois

Saucisson ([sɔ.si.sɔ̃], von fr. Saucisse, Wurst und dem Augmentativsuffix -on, also eine große Wurst) ist ein Oberbegriff für verschiedene Rohwürste aus der Romandie, von denen einige die vom Bundesamt für Landwirtschaft verliehene Zertifizierung Indication géographique protégée (IGP) (geschützte Herkunftsbezeichnung) tragen. Allen gemeinsam ist Schweinefleisch als hauptsächliche Zutat, die Zugabe von Pökelsalz, die unterbrochene Reifung und das Kochen erst direkt vor dem Verzehr. Die meisten Saucissons werden ausserdem kalt geräuchert.
Varianten des Saucisson sind:
- Boutefas/Saucisson de Payerne, Kanton Waadt, Gegend von Payerne (AOC beantragt)[1]
- Frâche, Saucisson mit Kohl und Leber, Vallée de Joux[2]
- Longeole/Saucisson genevois, Kanton Genf (IGP)[3][4]
- Saucisse aux choux, Saucisson mit Kohl, Kanton Waadt (IGP)[5][2]
- Saucisse au foie, Saucisson mit Leber, Kanton Waadt[2]
- Saucisse d’Ajoie, Kanton Jura (IGP)[6]
- Saucisson neuchâtelois, Kanton Neuenburg (IGP)[7]
- Saucisse sèche du Valais, Kanton Wallis
- Saucisson vaudois, Kanton Waadt (IGP)[8]
- Treberwurst, Region Bielersee (Neuenburger oder Waadtländer Saucisson, der im Brennkessel gegart wird)